# Medinilla parvibractea
Medinilla parvibractea är en tvåhjärtbladig växtart som beskrevs av Elmer Drew Merrill. Medinilla parvibractea ingår i släktet Medinilla och familjen Melastomataceae. Inga underarter finns listade i Catalogue of Life.